# Kari Guddal
Kari Guddal (* 11. September 1952 in Oslo) ist eine dänische  Bildwirkerin norwegischer Herkunft.

## Lebenslauf
Kari Guddal lebt seit ihrem siebten Lebensjahr in Dänemark. Sie absolvierte 1979 bis 1982 eine Meisterlehre in den Ateliers von Margrethe Agger, Trine Ellitsgaard und Torill Ruud Galsøe. Von 1982 bis 1984 nahm sie an einem Kunsthandwerkerprojekt in Peru teil. Sie war verheiratet mit dem Übersetzer Herbert Zeichner und stellt ihre Tapisserien in ihrem Atelier in Kopenhagen her. 2009 wurde sie in Kraks Blå Bog aufgenommen.

## Stil und Technik
In ihren Anfängen von Victor Vasarely beeinflusst, kehrte Kari Guddal nach gegenständlichen Tapisserien im Stil von Margrethe Agger in die Abstraktion zurück. Ihre Tapisserien lassen sich jetzt mit dem abstrakten Expressionismus Mark Rothkos und den erdigen Strukturen in der Malerei Per Kirkebys in Verbindung bringen. Kennzeichnend für ihre Bildwirkereien in dieser Phase sind in nah beieinander liegenden Farbtönen opalisierende Flächen (z. B. Zwei Farbtöne, Lichtstein, Weißer Quader). Mit dem Fußballspieler hat Guddal ihr erstes figürliches Werk geschaffen.
Kari Guddal arbeitet nach eigenen Kartons an einem alten großen Hochwebstuhl (Hautelisse), einer Leihgabe aus Privatbesitz. Sie färbt ihre Garne aus der Wolle des norwegischen Spælsau-Schafs selbst in mehr als 300 Farbtönen.

## Werke (Auswahl)
- 1985   Maskenball auf der Bühne
- 1987   Nachtfassade
- 1988   Der letzte Schnee
- 1990   Hinterm Deich
- 1991   Drei Augenblicke
- 1992   Wo ist Nils Holgersson?
- 1993   Am Himmel
- 1994   Eine Wolke ist ein Himmel in Bewegung
- 1994   Wachsblumen und andere
- 1997   Wenn der Schatten leuchtet
- 2000   Zwei Farbtöne
- 2001   Lichtstein
- 2002   Weißer Quader
- 2003   Hommage à R.
- 2005   Wanderndes Dunkel
- 2007   Paula & Helene
- 2008   Eine Kriminalgeschichte beginnt
- 2009   Der Fußballspieler

## Ausstellungen (Auswahl)
- 2004   11th International Tapestrytriennial, Łódz/Polen
- 2005   Dansk Gobelinkunst, Kopenhagen und Hjørring/Dänemark
- 2007   3. Tekstiltriennale, Riga/Lettland
- 2007   Biennalen for Kunsthåndværk og Design, Kolding/Dänemark
- 2008–10 Artapestry2, Aalborg/Dänemark, Bergen/Norwegen, Angers/Frankreich, Luleå/Schweden
- 2009   CUT. 25 Jahre Internationale Textilkunst, Graz/Österreich
- 2009   Dansk Gobelinkunst, Kerteminde und Helsingør/Dänemark
- 2010 Von Lausanne nach Peking. 6th International Fiberart Biennale
- 2014 Perspektiven, 30 Jahre Internationale Textilkunst, Graz, Österreich
- 2015 Artapestry 4, Rovaniemi Art Museum, Finnland; Museum Lüneburg, Deutschland; Textile Kultur, Haslach, Österreich; Art Center, Silkeborg Bad, Dänemark

Einzelausstellungen (Auswahl):
- 2010/11 Galerie Moment, Ängelholm, Schweden
- 2011 Norwegische Botschaft, Kopenhagen
- 2013 Lighten, Bonhoga Gallery, Shetland

## Auszeichnungen (Auswahl)
- 1988   Kunsthåndværkerprisen af 1879
- 2002   Statens Kunstfonds
- 2003   Ole Haslunds Kunstnerlegat
- 2006   Arne Meyers Legat sowie Aufenthalt in San Cataldo/Italien
- 2006   Statens Kunstfond
- 2009   Nationalbankens Jubilæumsfond